# Цешенцин
Цешенцин (пол. Cieszęcin) — село в Польщі, у гміні Верушув Верушовського повіту Лодзинського воєводства.
Населення — 174 особи (2011).
У 1975-1998 роках село належало до Каліського воєводства.

## Демографія
Демографічна структура станом на 31 березня 2011 року:
|          | Загалом | Допрацездатний вік | Працездатний вік | Постпрацездатний вік |
| -------- | ------- | ------------------ | ---------------- | -------------------- |
| Чоловіки | 91      | 18                 | 66               | 7                    |
| Жінки    | 83      | 19                 | 47               | 17                   |
| Разом    | 174     | 37                 | 113              | 24                   |